# Diyarbekirspor
Diyarbekirspor ist ein türkischer Fußballverein in Diyarbakır. Der Verein spielt seit der Saison 2021/22 in der 2. Liga und ist nicht mit Diyarbakırspor zu verwechseln.

## Geschichte
Der Verein wurde 1977 als Tarım Doğanspor gegründet, 1986 erfolgte eine Namensänderung in Beşyüzevlerspor. Mehrere Jahre spielte der Klub in der Diyarbakır Amatör Lig, 2010 erfolgte erneut eine Änderung des Namens in Yeni Diyarbakırspor, auch die Vereinsfarben wurden diesmal in grün und schwarz angepasst. Die Saison 2010/11 wurde man Meister in der 1. Amatör Küme und nahm damit an den Play-offs zur fünftklassigen Bölgesel Amatör Lig teil und stieg nach einem Sieg auch in ebenjene Liga auf.
Auch die erste Saison in der Bölgesel Amatör Lig verlief erfolgreich, als erster Platz in der 2. Gruppe qualifizierte sich der Verein für die Play-offs zur 3. Lig, wo man sich jedoch gegen Kahramanmaraş Belediyespor mit 0:4 geschlagen geben musste. Der Aufstieg gelang schließlich nach der nächsten Saison, seitdem spielt der heute als Diyarbekirspor bekannte Verein viertklassig.

## Ligazugehörigkeit
- 2. Liga: 2021–
- 3. Liga: 2013–2021
- Bölgesel Amatör Lig: 2011–2013
- Amatör Lig: 1977–2011

## Bekannte Spieler
- Gökhan Ünver